# La Rochette Volley
La Rochette Volley – francuski, żeński klub siatkarski powstały w mieście La Rochette w 1980 roku, jednak w 2009 został rozwiązany, a w tym samym roku ponownie jego działalność została wznowiona.

## Sukcesy
Mistrzostwo Francji:
- 2005, 2007
- 2001, 2002, 2003, 2006